# Hadwig (Schwaben)

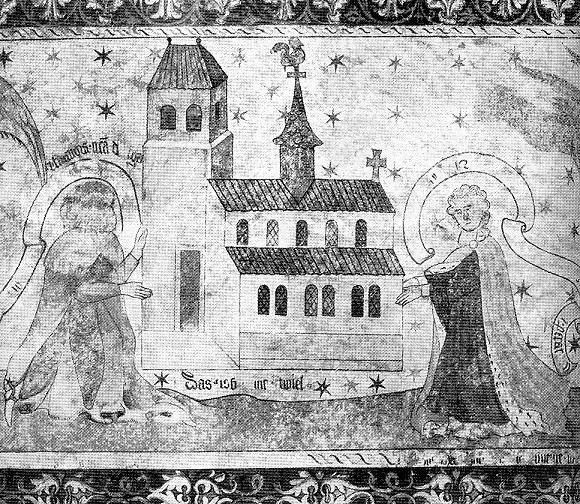
Hadwig und Burchard III. von Schwaben als Gründer des Klosters St. Georgen auf dem Hohentwiel im Jahre 970, Fresko um 1437

Hadwig, auch Hedwig, (* 938/939/940/945; † 28. August 994 auf dem Hohentwiel) war als Gemahlin Herzogs Burchard III. Herzogin von Schwaben.

## Leben und Wirken
Hadwig war eine Tochter des späteren bayerischen Herzogs Heinrich I. und dessen Gemahlin Judith und eine Nichte des ostfränkischen Kaisers Otto I.
Ursprünglich war wohl eine Ehe mit dem byzantinischen Kaiser Romanos II. vorgesehen, die jedoch an Hadwigs standhafter Weigerung scheiterte.
Hadwig und ihr Gemahl Burchard III. sind untrennbar mit der Geschichte des Hohentwiel bei Singen verbunden, da sie dem „Twiel“ eine erste Blüte bescherten, indem sie ihn zur Herzogsresidenz ausbauen ließen. Nach dem Tod Burchards wurde der Twiel zum Witwensitz der Herzogin. Fraglich bleibt der genaue Ort, an dem sich dieses erste Bauwerk befunden haben soll.
Um 970 wurde in der Herzogsresidenz das Kloster St. Georgen gegründet. Im Kloster Reichenau wurde eine Konventsliste der Brüder auf dem Twiel geführt, die noch bis heute erhalten ist.

### Tod des Herzogs 973
Die Ehe war kinderlos geblieben und Kaiser Otto II. nutzte die Situation, um einen neuen Herzog nach seinen Vorstellungen zu ernennen. Dem Herkommen nach heiratete die Witwe eines verstorbenen Schwabenherzog einen Angehörigen des heimischem Adels, der dann Herzog wurde. Sie war nach Burchards Tod 973 auch höchstens 34 Jahre alt. Der Kaiser vergab das Herzogtum aber an den Sohn seines Halbbruders Liudolf, Otto I. von Schwaben, der aus dem Adelsgeschlecht der Ottonen stammte. 
Hadwig ging jedoch ihre eigenen Wege: In kaiserlichen Urkunden der Zeit wie auch später in den Klostergeschichten (Casus sancti Galli) des St. Galler Mönchs Ekkehard IV. wird die Witwe weiterhin als dux (Herzog) bezeichnet, obwohl sie noch zwei legitime schwäbische Herzöge erlebte. Sie mischte sich aktiv in das politische Geschehen ein und versuchte auch, ihren Lehrer und Vertrauten, den Mönch Ekkehard II. von St. Gallen, als Erzieher für den künftigen König Otto III. zu empfehlen.
Hadwig verfügte über Amtsgut und Territorien aus ihrer Erbschaft aus dem Testament Burchards und beschenkte Klöster in der Umgebung mit Besitz, der seit der Praxis Kaisers Ottos I. umstritten war. 
Nach einer älteren, regionalen Überlieferung war „außer verschiedenen kleineren Schenkungen […] der Herzogin nur der erbliche Besitz ihres Gemahls frei und ungeschmälert zur Verwaltung überlassen. Dem Kloster Reichenau waren die Ort- und Talschaften Schleitheim, Beggingen, Brunthofen, Thalen, Schlatt und Grimmelshofen, einst Gut der fränkischen Krone, als Eigentum bestimmt, jedoch mit dem Beding, daß die Nutznießung desselben der Herzogin Hadewig zeit ihres Lebens zustehe.“ 
Orte und Talschaften waren jedoch nach der Überlieferung, die mit einem Besuch Ottos I. „im August des Jahres 972 aus Italien“ einsetzt, und die Situation nach dem Tod Burchards III. 973 beschreibt, in desolatem Zustand – „während des Hunnenzuges und der darauffolgenden Zeit der Not war alles liegen geblieben.“ Dabei muss es sich um den Ungarneinfall 954 gehandelt haben. Dem Reichenauer Abt Witigowo (985–996) sei es gelungen, Hadwig zur Einsicht zu bringen, dass die Reichenau den Aufbau der Talschaft eher zu bewerkstelligen in der Lage sei, und sie habe daraufhin „ihre Ansprüche an das Kloster“ abgetreten.

### Respekt vor der Alt-Herzogin
Der Beitrag reflektiert auch den beginnenden Umbruch unter den Ottonen im Prinzip der Vergabe von territorialem Eigentum, von Ämtern – am Beispiel des Widerstands von Hadwig, die sich noch traditionell als Erbin Alamanniens sieht: Von „der uralten Freiheit der Stämme“ hin zur „Allgewalt, mit der die Ideen des Lehenswesens vordringen“. Da diese Entwicklung am Ende des 10. Jahrhunderts noch in den Anfängen stand, ist die Rücksichtnahme der Herrscher auf die angesehene Herzogin nachvollziehbar:
Sowohl der Kaiser Otto II. als auch der neue bestimmte Schwabenherzog Otto I. ließen sie gewähren. 
Sie verbündete sich in der Folgezeit – wie auch ihre Schwester Gerberga II., Äbtissin des Stifts Gandersheim – mit ihrem jüngeren Bruder, Herzog Heinrich II. von Bayern, der wegen Hadwig immer wieder den Anspruch auf den Schwäbischen Herzogstitel anmeldete. 
Herzog Heinrich, auch der Zänker genannt, wurde 984 zum zweiten Mal besiegt, als der neue Schwabenherzog Konrad I. eine Allianz mit dem französischen König rechtzeitig vereiteln konnte. Mit der endgültigen Niederlage ihres Bruders verlor auch Hadwig an politischem Einfluss.

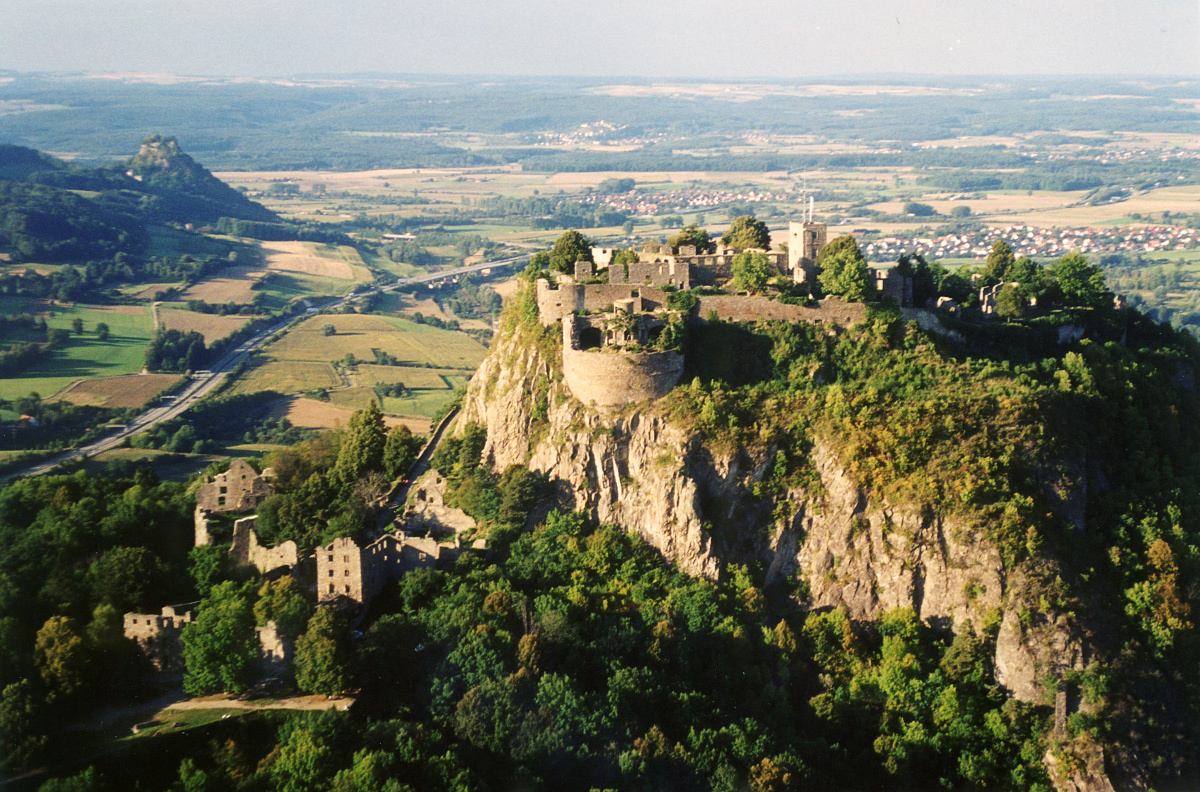
Festung Hohentwiel im Jahr 2000

Noch 994 traf König Otto III. sich mit Herzogin Hadwig und ihrem Bruder Heinrich dem Zänker am Hohentwiel, um seine Ansprüche auf das herzogliche Erbe anzumelden.
Als Hadwig im Jahre 994 starb, kümmerte sich König Otto III. persönlich um den Nachlass der einflussreichen Herzogswitwe und reiste an den Twiel, den er aller Wahrscheinlichkeit nach zum Reichsgut machte, da er sich bereits im Jahre 1000 noch einmal dort aufhielt, um seinen Anspruch zu unterstreichen.

## Rezeption
Vor allem die Beziehung zwischen der Herzogin Hadwig und dem Mönch Ekkehard, den sie zu sich auf den Twiel holte, hat in der Romantik seinen Niederschlag in der Literatur gefunden. Joseph Victor von Scheffel schuf mit seinem Roman Ekkehard eines der meistgelesenen Bücher im 19. Jahrhundert.
Johann Joseph Abert schuf aus dieser Vorlage eine Oper in 5 Akten Ekkehard (11. Okt. 1878 Berlin, Hofoper).
1999 erfolgte in Singen die Uraufführung von Gerhard Zahners Theaterstück Hadwig, Herzog von Schwaben (Regie: Peter Simon).
In den Jahren 1989–1990 wurde die Geschichte der beiden historischen Personen in einer sechsteiligen Fernsehserie Ekkehard verfilmt und in der ARD ausgestrahlt (im Original von Joseph Victor von Scheffel; Coautor: Diethard Klante; Regie: Diethard Klante; Produktion: 1989 André Libik, RB).